# 訃報 1983年8月
訃報 1983年8月（ふほう 1983ねん8がつ）では、1983年（昭和58年）8月中に物故した、又は物故が報じられた人物についてまとめる。

## （1日 - 15日）

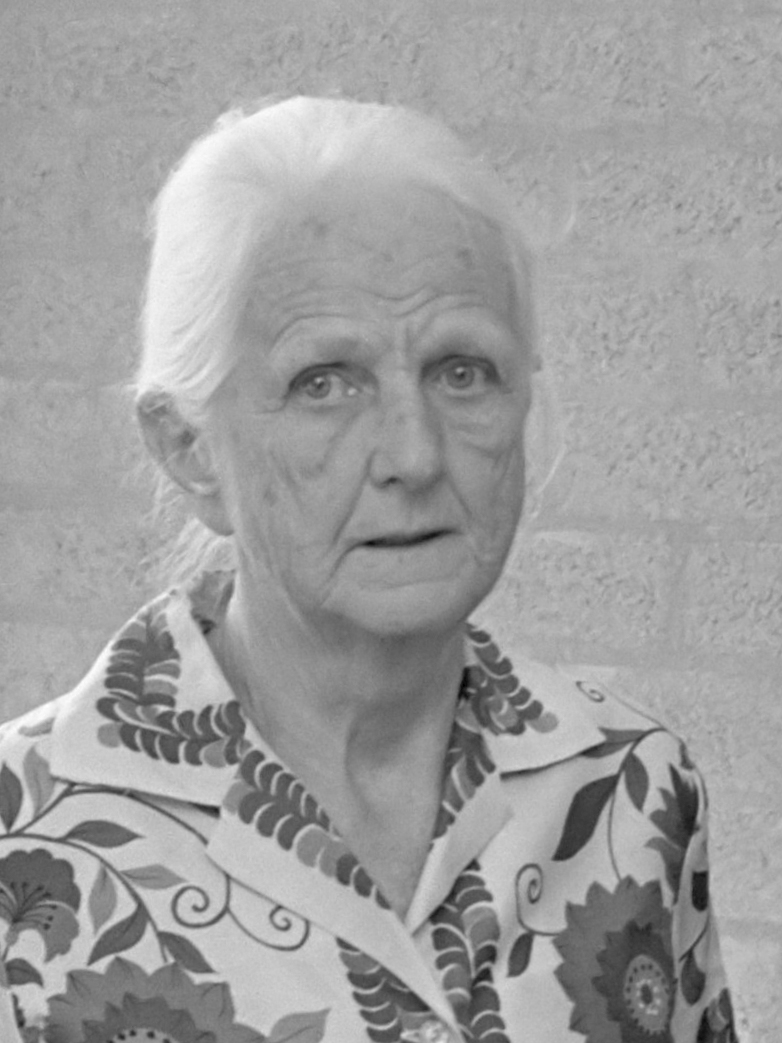
ジョーン・ロビンソン／8月5日没

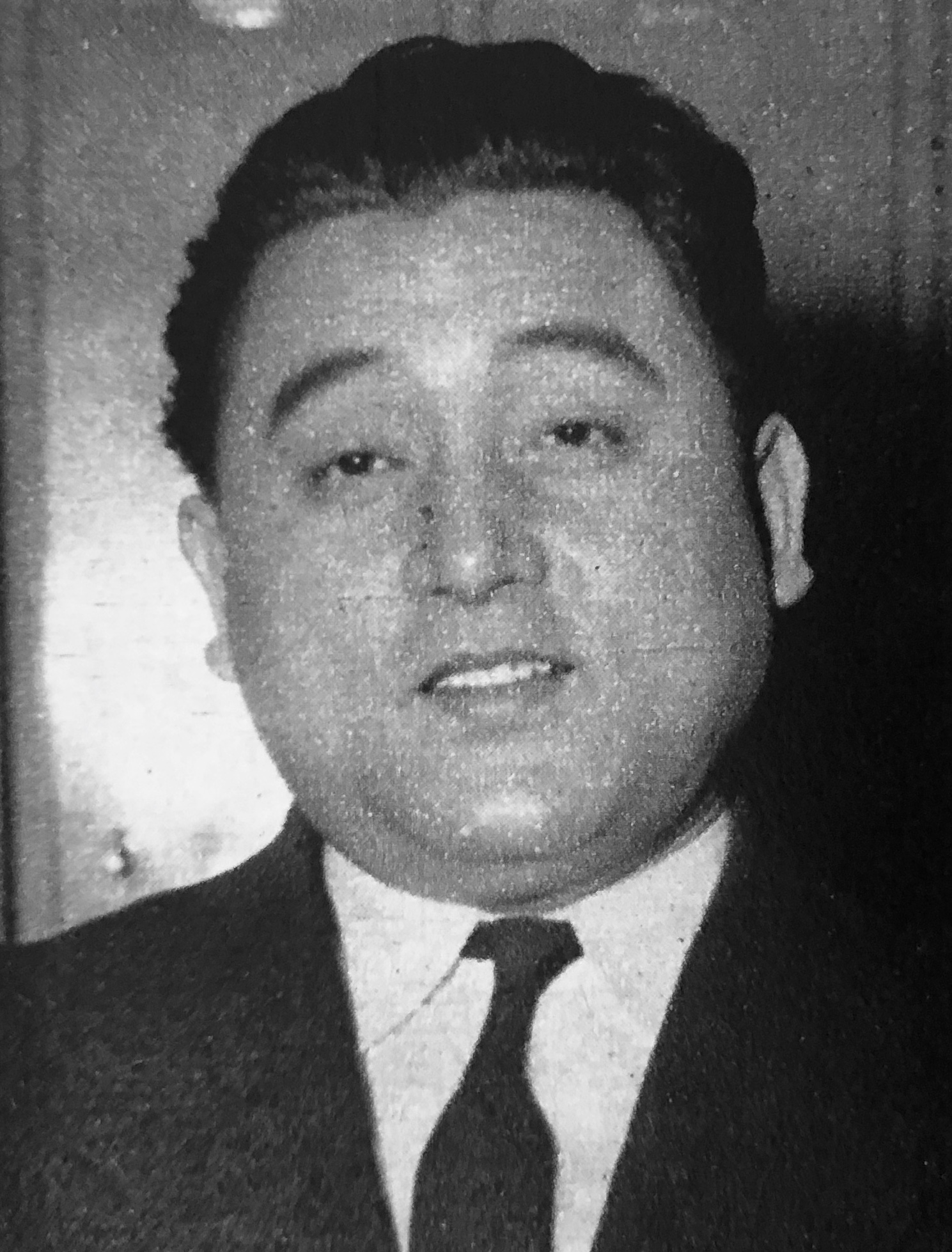
市村俊幸／8月9日没

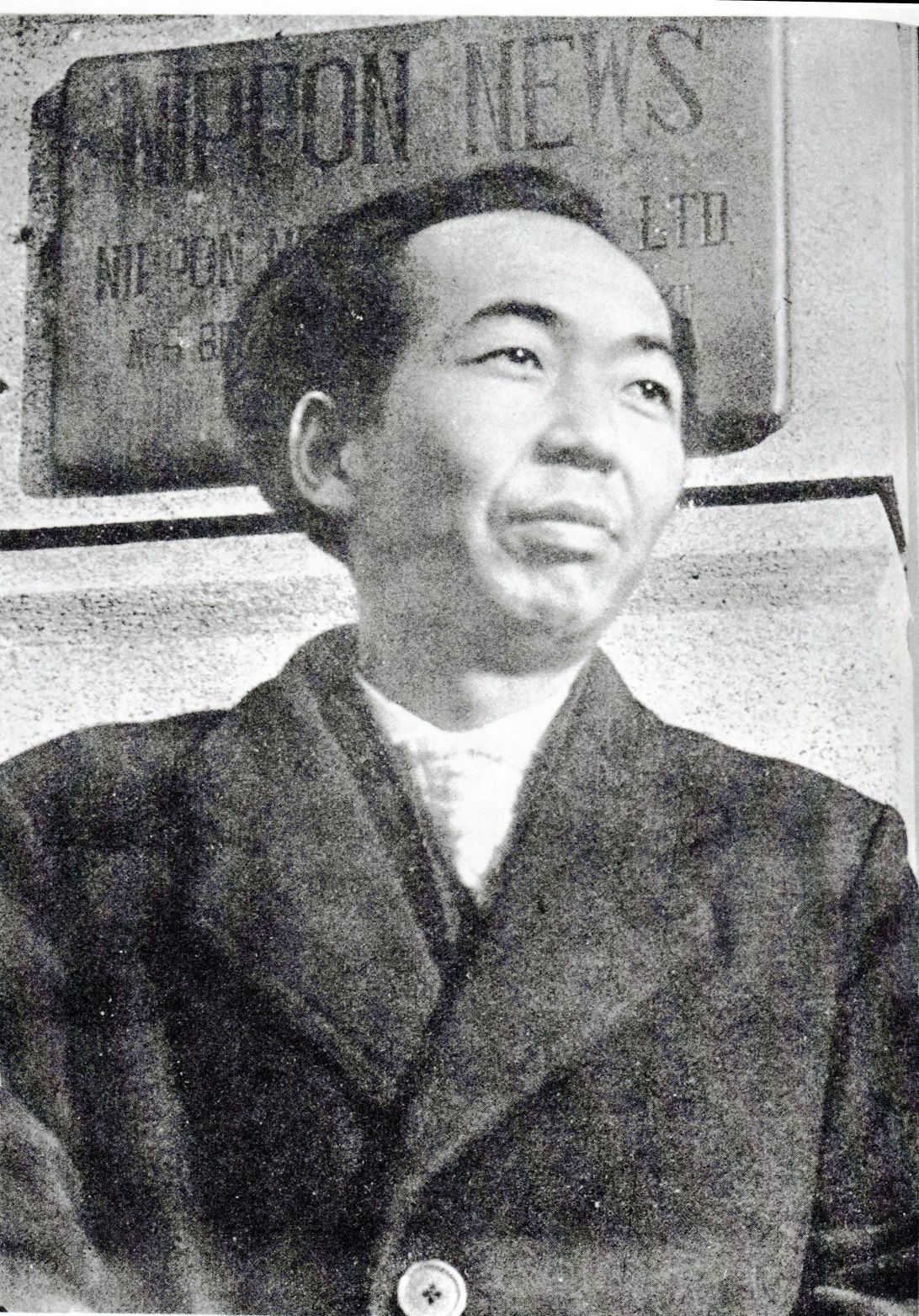
山本薩夫／8月11日没

- 8月3日 - 水島三一郎、化学者(* 1899年)
- 8月5日 - 中村草田男[1]、俳人(* 1901年)
- 8月5日 - ジョーン・ロビンソン、経済学者(* 1903年)
- 8月9日 - 市村俊幸、俳優(* 1920年)
- 8月11日 - 山本薩夫、映画監督(* 1910年)
- 8月11日 - 中桐雅夫、詩人・翻訳家(* 1919年)

## （16日 - 31日）

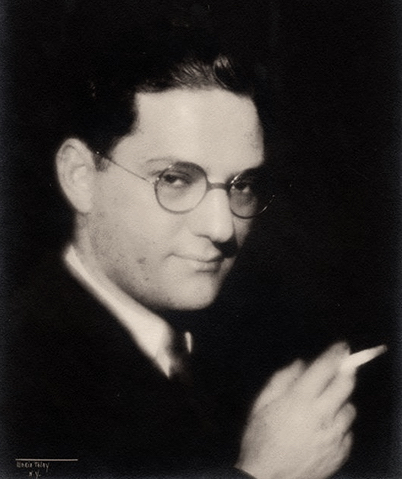
アイラ・ガーシュウィン／8月17日没

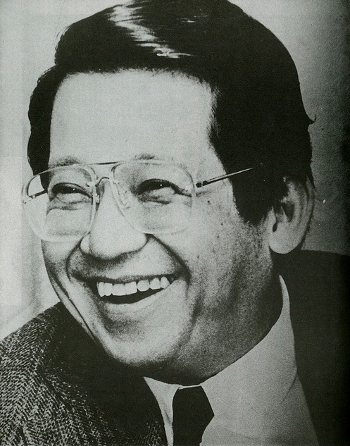
ベニグノ・アキノ／8月21日没

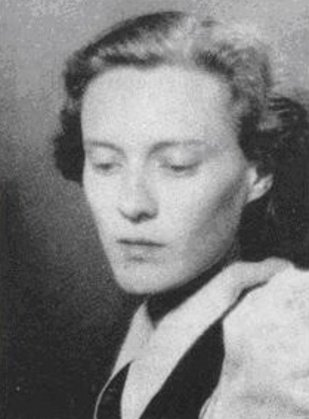
イリナ・ユスポヴァ／8月30日没

- 8月17日 - アイラ・ガーシュウィン、作詞家(* 1896年)
- 8月18日 - ニコラウス・ペヴズナー、美術史家(* 1902年)
- 8月20日 - 小泉文夫、民族音楽学者（* 1927年）
- 8月21日 - ベニグノ・アキノ、フィリピンの政治家(* 1932年)
- 8月30日 - イリナ・ユスポヴァ、フェリックス・ユスポフの娘（* 1915年）